# Кровавое дерево
«Кровавое дерево» (исп. El árbol de la sangre, с исп. — «дерево крови») — художественный фильм испанского кинорежиссёра Хулио Медема. В Испании премьера фильма состоялась 31 октября 2018 года.
По сюжету фильма, молодая пара исследует историю своей семьи, полную любви, расставаний, измен и безумия.

## Сюжет
Действие фильма начинается в наши дни. Молодая пара, Марк и Ребека, приезжает в пустой загородный дом, рядом с которым растёт большое дерево. Они начинают по очереди рассказывать историю своих семей, которую Ребека печатает на компьютере. В дальнейшем история разворачивается через множество флэшбеков, перемежающихся с основной линией повествования; часто Марк и Ребека видят происходившие в прошлом события так, будто они разворачиваются сейчас рядом с ними.
Родителей Нурии, матери Марка, убила грузинская мафия. Её спас Ольмо, охранник, который почти сразу исчез из её жизни. От него она родила Марка. В дальнейшем Нурия познакомился с баскской писательницей Амайей и стала её редактором; Марк и Ребека находятся именно в доме родителей Амайи, где она писала свой первый роман. Мать Ребеки Мака (Макарена) одно время была популярной рок-певицей. Её отец неизвестен, однако с первых дней рождения девочку стал воспитывать Виктор, признавшийся Маке в том, что он её поклонник. Вскоре после рождения дочери сама Мака провела шесть лет в психиатрической клинике из-за того, что слышала в голове голос мальчика, кричащего, что она не его мама.
Между тем, Ольмо со временем знакомится с Амайей. Они устраивают свадьбу во дворе дома Амайи. Как выясняется, Ольмо и Виктор — братья, а их родители провели несколько лет в детстве в СССР, куда они были эвакуированы во время гражданской войны в Испании. На свадьбе Ольмо и Амайи знакомятся 14-летние Марк и Ребека (оба они родились в 1992 году). Там же Нурия и Ольмо узнают друг друга, однако не подают вида. После свадьбы происходит мистическое событие: перед грозой, когда Марк и Ребека лежат под деревом, целуясь, с дерева падает неизвестно как оказавшаяся там корова. Ольмо едва успевает оттащить молодых людей, и они остаются целыми. После свадьбы Марк и Ребека несколько лет не общаются.
Проходит четыре года. Амайя и Ольмо расстаются. Амайя переезжает жить к Нурии в Барселону, а затем они женятся друг на друге. Ольмо живёт у брата Виктора. Амайя начинает собирать материал для нового романа: она считает, что семья Мендоса (к которой принадлежат Ольмо и Виктор) после возвращения из СССР стала частью русской мафии в Испании. На свадьбе Амайи и Нурии возобновляют знакомство Марк и Ребека, которые вместе уезжают учиться в киношколу в Аликанте, однако Ребека каждые выходные проводит в доме матери. Однажды Мака, снова испытывающая нервный срыв, вскрывает себе вены. Ребека и Ольмо отвозят её в больницу. После этого Ребека, давно влюблённая в Ольмо, становится его любовницей, скрывая это от Марка. Узнав об этом только во время составления семейной истории, Марк испытывает шок и уезжает к Амайе, которая живёт с удочерённой девочкой. Ребека также возвращается домой.
Из слов матери Ребека понимает, что какая-то тайна связана с происхождением шрамов у неё на груди. Она просит Марка выяснить это у Амайи, которая говорит, что при рождении Ребеке потребовалась пересадка органов, и её родители с помощью семьи Мендоса нашла донора, мальчика из трущоб, который был убит ради того, чтобы Ребека выжила. Ребека и Марк решают продолжить написание истории по интернету, возвращаясь на несколько лет назад. Марк и Ребека живут вместе, Марк не знает о связи Ребеки и Ольмо. Марк едет с Нурией и Амайей на отдых в Пиренеи, по дороге Нурия и Амайя обсуждают удочерение китайской девочки. Ребека, сказав, что поедет к матери, на самом деле поехала с Ольмо в загородный дом, причем оказалось, что они едут по той же дороге. Независимо от них в ту же сторону едет Мака с родителями, однако Мака выходит по дороге, возвращаясь к Виктору, который попадает в больницу с сердечным приступом после ссоры с Ольмо. Из-за отказа тормозов в машине Нурии происходят две аварии. Нурия погибает, успев сказать подбежашей Ребеке, что отец Марка это Ольмо. Мать Маки гибнет от столкновения машины с коровой. Марк в больнице и ему нужна пересадка органов. Ребека рассказывает Ольмо о том, что Марк его сын. Ольмо, когда-то нашедший донора для Ребеки, сам становится донором для Марка, кончая с собой, разбив голову об стену. Узнав о смерти Ольмо, его отец убивает свою жену и застреливается сам.
Марк и Ребека понимают, что поиск ребёнка-донора для Ребеки был последним заданием братьев Мендоса, выполненным ими для их отца, после чего они пошли своими путями. На пляже, куда она приходит с родителями, Ребека признаётся Виктору в том, что она знает про убитого ради её спасения мальчика. Виктор признаётся, что именно он убил мальчика, и что после этого он специально познакомился с Макой, чтобы воспитывать Ребеку. На пляж приезжает Марк, и они примиряются с Ребекой.

## В ролях
- Урсула Корберо — Ребека
- Альваро Сервантес — Марк
- Патрисия Лопес Арнаис — Амайя
- Мария Молинс — Нурия
- Найва Нимри — Макарена
- Даниель Грао — Виктор
- Хоакин Фурриель — Ольмо
- Хозеп Мария Поу — Хасинто, отец Виктора и Ольмо
- Анхела Молина — Хульета, мать Виктора и Ольмо
- Эмилио Гутьеррес Каба — Пио, отец Макарены
- Луиса Гаваса — Кандела, мать Макарены